# Чифтликкёй
Чифтликкёй (тур. Çiftlikköy) — город и район в провинции Ялова (Турция).